# Acquaride
Acquaride (de acqua ride = passeio aquático) é um esporte de aventura.
Consiste em descer corredeiras sobre uma câmara de ar em formato ovalado, com alças para o atleta se segurar. Não são utilizados remos e sim as mãos como propulsores.
Luva e capacete são equipamentos de segurança obrigatórios. Esse esporte é bastante conhecido no mundo todo.

## História do esporte
O acqua ride nasceu de uma brincadeira brasileira, um folclore. Onde tem rio, o homem se sente atraído pela força das águas.
No Brasil, o equipamento inicial eram câmaras de ar, caracterizando assim o desporto como insuflável e individual. Aí nasceu o nome acqua ride, “cavalgar na agua”.acqua (do latin) agua e ride (do inglês) cavalgar, “andar sobre…”
1983- Primeiro Campeonato Brasileiro de Acqua Ride, PETAR(Parque estadual turístico do Alto Ribeira),IPORANGA, SAO PAULO.Dai para frente, todos os anos tiveram a etapa anual, dando inicio a evolução de técnicas e equipamentos direcionados para o esporte.
1990 - A Acqua Ride Equipamentos iniciou o desenvolvimento das primeiras capas, luvas e proteções direcionadas pra o esporte.
1997 - Criada a ABAR (associação brasileira de acqua ride) que organizou e regulou os campeonatos – com categorias formadas e circuito com etapas a cada 3 meses.Buscou também junto a CBCa, (confederação brasileira de canoagem),FPCa (Federação paulista de canoagem) e ABAE (associação brasileira de esportes de aventura) o reconhecimento do acqua ride como um esporte da canoagem.
2000 – O bote inflável foi desenvolvido pela Acqua Ride Equipamentos, a qual detém a patente do mesmo, produzindo os mais rápidos botes de competição.
O acquaride sempre foi diferente do bóia cross, que sempre possuiu formato redondo e nunca foi considerado um esporte. o Acqua ride sim, desde seu primeiro campeonato tornou-se um esporte e não apenas um lazer como o bóia cross. Começou sim como uma brincadeira de garotos ousados que se aventuravam nas corredeiras de rios usando câmaras de pneus de caminhão (sempre fechadas), mas com o tempo o números de adeptos foi aumentando e desenvolvendo assim equipamentos específicos.A câmara de ar foi revestida e foram imbutidas com alças de segurança, para remar se utiliza os próprios braços e para isso foi desenvolvida uma luva especial para auxiliar nos movimentos.